# Gjirokastër
Gjirokastër, Gjirokastra (gr. Αργυρόκαστρο, Arjirókastro, pol. rzadko: Dżirokastra) – miasto w południowej Albanii w okręgu Gjirokastër. Miasto jest jednym z dwóch albańskich (oprócz Beratu) miast-muzeów. Zawdzięcza to między innymi kamiennym domkom starówki, które są pokryte szarymi łupkami. Liczne uliczki są bardzo strome, dlatego też Gjirokastër zwana jest „Miastem Tysiąca Schodów”. W 2005 roku miasto zostało wpisane na Listę Światowego Dziedzictwa UNESCO. W 2008 roku wpis rozszerzono o miasto Berat.
Nazwa Gjirokastër wywodzi się z języka greckiego. Za czasów panowania bizantyńskiego, w XIII w. miasto nosiło nazwę Argyropolis („Srebrne Miasto”) lub Argyrokastron („Srebrna Twierdza”). Sami Albańczycy uważają, iż właściwe wyjaśnienie nazwy wiązać należy ze starożytnym iliryjskim plemieniem Argyrów, które w starożytności zamieszkiwało te tereny.
Nad miastem góruje stara, średniowieczna twierdza, rozbudowana przez Turków osmańskich. Niegdyś w podziemiach twierdzy mieściło się więzienie dla więźniów politycznych.
Gjirokastër jest rodzinnym miastem najbardziej znanego na świecie pisarza albańskiego – Ismaila Kadare. W mieście tym rozgrywa się akcja kilku jego powieści, w tym Kronika ne gurë (Kronika w kamieniu).
Urodził się tutaj również Enver Hoxha, przywódca komunistycznej Albanii w latach 1944–85.

## Historia
Skała zamkowa, która dominuje nad całą doliną, została zasiedlona prawdopodobnie w III wieku p.n.e. Miejsce to zostało po raz pierwszy ufortyfikowane murami w VI wieku, kiedy inne miejsca w dolinie Drino, takie jak Antigoneia, powoli traciły na znaczeniu.
Pierwsza pisemna wzmianka o Argyrokastro pochodzi z 1336 roku i była to wtedy część Cesarstwa Bizantyjskiego. W międzyczasie wokół zamku powoli formowała się osada. W 1417 Gjirokastra została zdobyta przez armię Turków Osmańskich i pod ich władzą pozostawało nominalnie do XX wieku. Dominującą rodziną w regionie pozostała jednak rodzina Zenevisi, którzy wkrótce po podboju tureckim przeszła na islam. Mimo okupacji tureckiej pod koniec XVI wieku chrześcijanie nadal stanowili większość w mieście. W 1583 r. naliczono prawie 80 gospodarstw muzułmańskich i jeszcze ponad 230 chrześcijańskich. W XVII wieku stosunki te uległy odwróceniu. W 1419 roku Turcy ogłosili Gjirokastrę stolicą sandżaku Albanii. W 1466 roku miasto utraciło tę funkcję na rzecz Beratu. W 1432 r. Doszło do antyosmańskiego powstania ludowego, które w następnym roku stłumił Turahan Bey.
Według ksiąg podatkowych z lat 1431/32, Argiri, jak nazywano miasto po turecku, liczyło łącznie 163 domy. W 1583 r. naliczono już 434 domy. Choć miasto w 1466 roku utraciło status głównego miasta sandżaku na rzecz Beratu, pozostało siedzibą administracji (kadi). W 1670 roku osmański podróżnik Evliya Çelebi naliczył w mieście ponad 2000 domów. W 1811 r. albański możnowładca Ali Pasza z Tepeleny włączył miasto do terytorium znajdującego się pod jego kontrolą, aż do czasu, gdy sułtan Mahmud II odbił Gjirokastrę w 1822 r.. Za panowania Ali Paszy zamek znacznie rozbudowano, wybudowano także dziesięciokilometrowy akwedukt.
Po upadku Imperium Osmańskiego miasto, podobnie jak cały północny Epiru, było przedmiotem zaciekłych sporów między Albanią a Grecją. W 1914 r. mniejszość grecka z południowej Albanii właśnie w Gjirokastrze ogłosiła niepodległość Autonomicznej Republiki Północnego Epiru, ale inicjatywa ta zakończyła się niepowodzeniem i w 1925 roku Grecja wycofała wszelkie roszczenia terytorialne wobec Albanii.
Po włoskiej inwazji na Albanię w kwietniu 1939 r. w Gjirokastrze stacjonowały wojska włoskie. Włosi w październiku 1940 roku rozpoczęli wojnę grecko-włoską. Po początkowych włoskich sukcesach Grecy rozpoczęli kontrofensywę i na początku grudnia 1940 roku zajęli Gjirokastrę. W kwietniu 1941 r. sytuacja się odwróciła, gdy Wehrmacht zajął Grecję podczas kampanii bałkańskiej i Gjirokastra pozostawała w rękach Włochów do 1943 r. Po kapitulacji Włoch we wrześniu 1943 r. Gijokastra została zajęta przez niemiecki Wehrmacht. Podczas II wojny światowej miasto zostało zaatakowane także z powietrza, w wyniku bombardowań życie straciło wiele osób. Po dojściu komunistów do władzy urodzony w Gjirokastrze przywódca Enver Hodża (1908–1985) pod koniec wojny proklamował Albańską Republikę Ludowo-Socjalistyczną.
W socjalistycznej historii miasta rozpoczęła się industrializacja, ale w 1961 r. rząd komunistyczny ogłosił je „miastem-muzeum” i w rezultacie pejzaż miejski uniknął radykalnych zmian. W mieście znajdowało się więzienie polityczne.
Od upadku reżimu komunistycznego na początku lat 90. miasto boryka się z nasiloną emigracją. W szczególności kraj opuściło ludność pochodzenia greckiego, ale także wielu etnicznych Albańczyków. Niepokoje antyrządowe w 1997 r. były szczególnie gwałtowne w Gjirokastrze.
W 2005 roku UNESCO wpisało historyczne centrum Gjirokastry na Listę Światowego Dziedzictwa UNESCO.

## Galeria

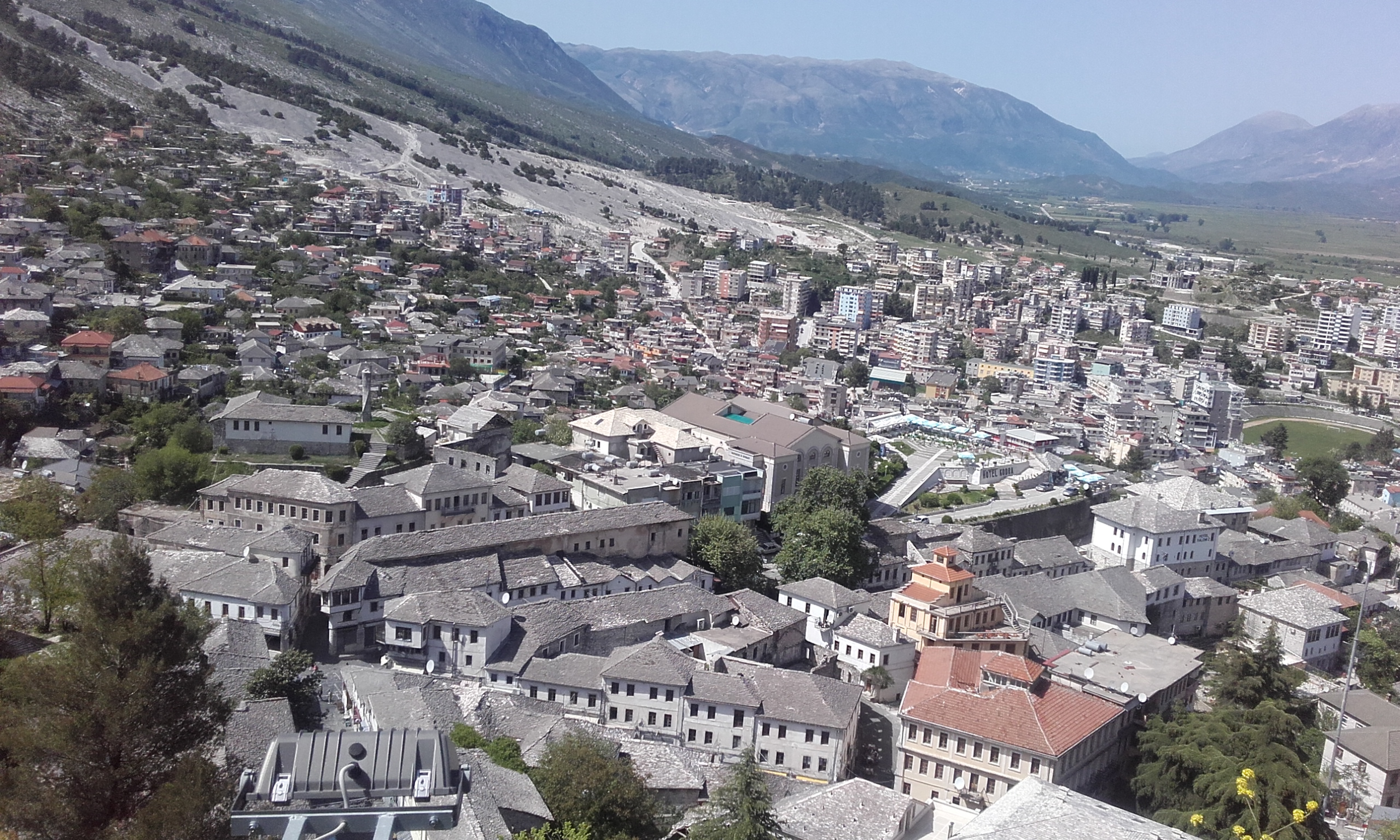
Widok z zamku
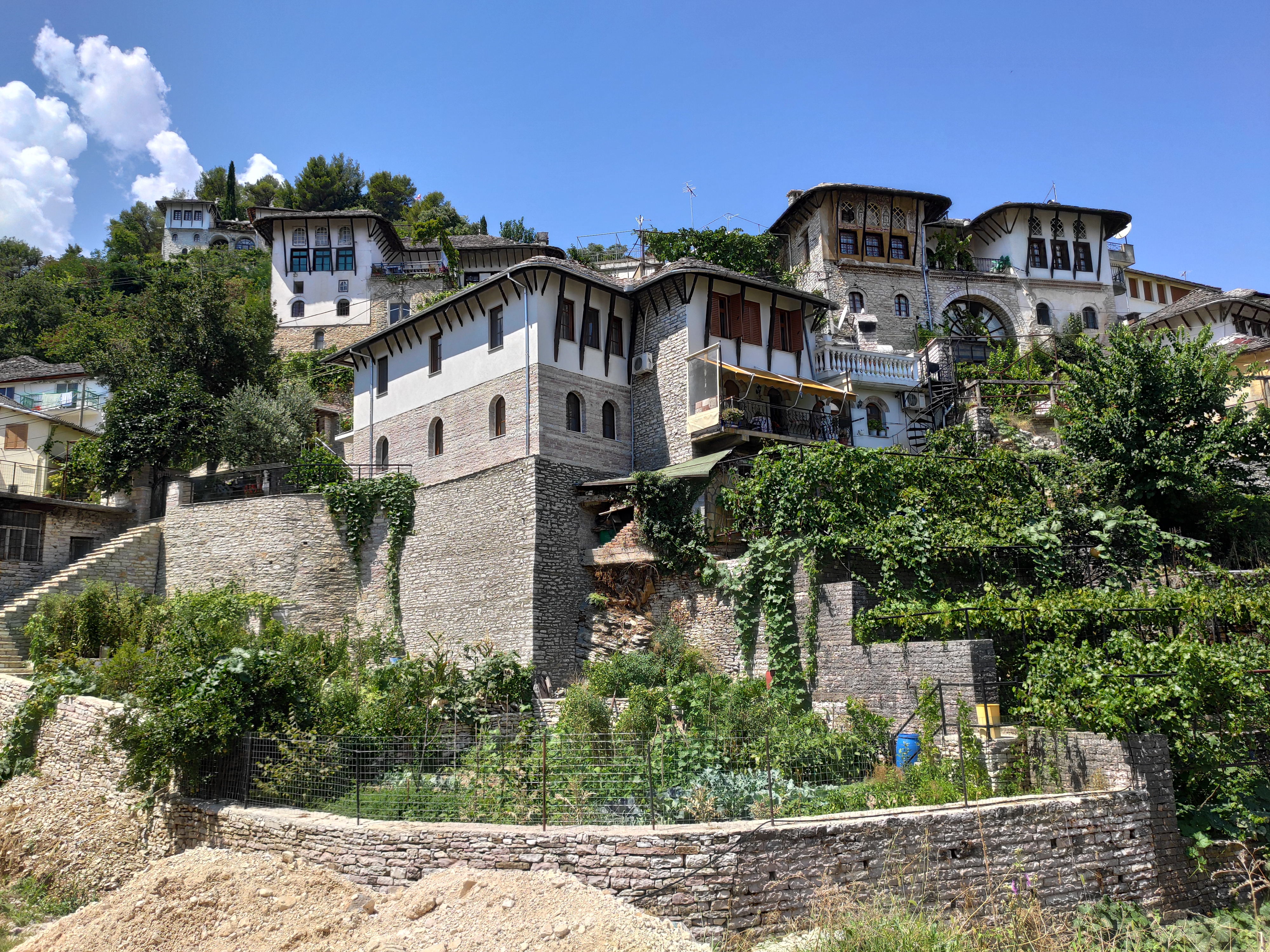
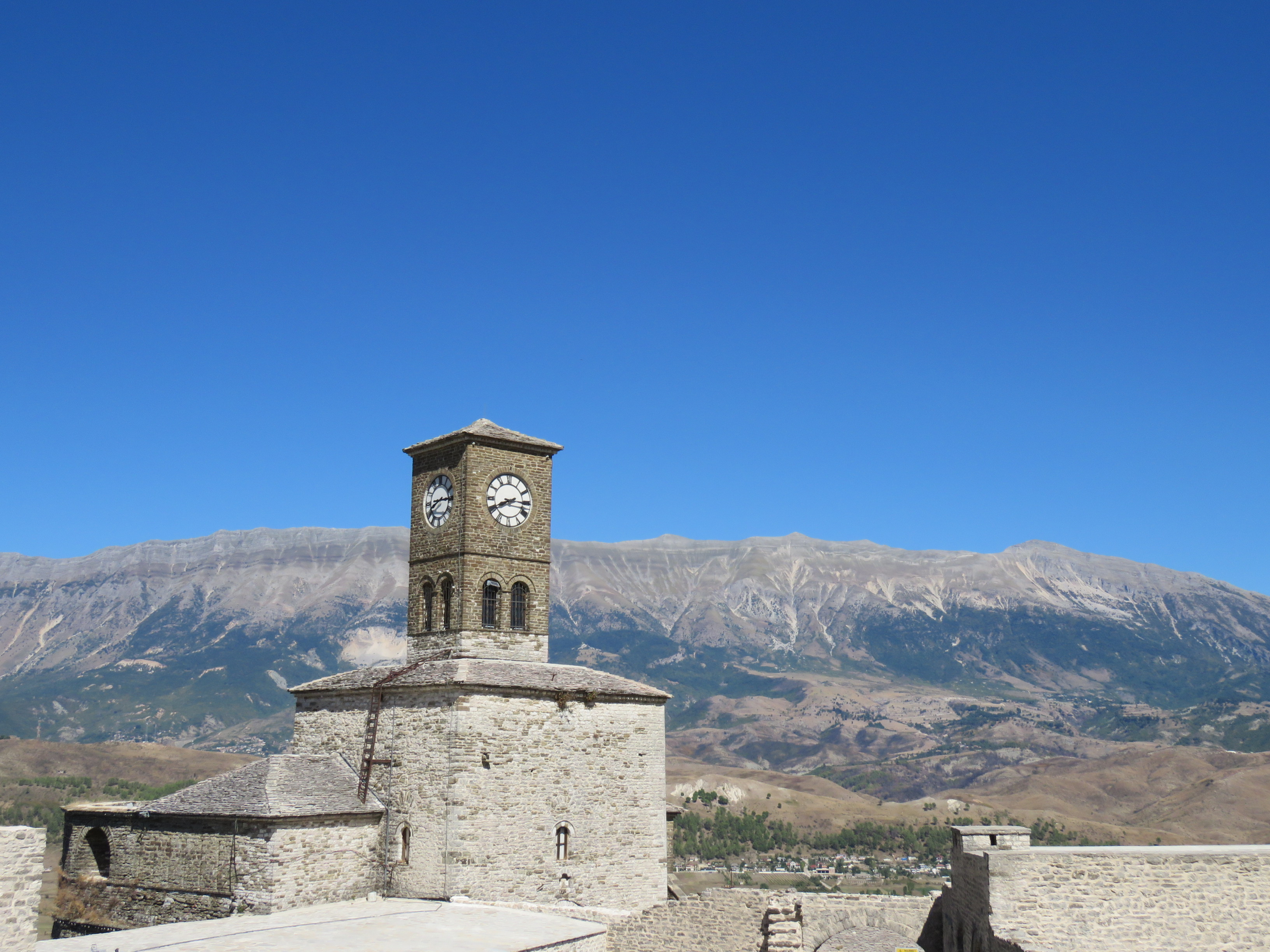
Wieża Zegarowa na zamku
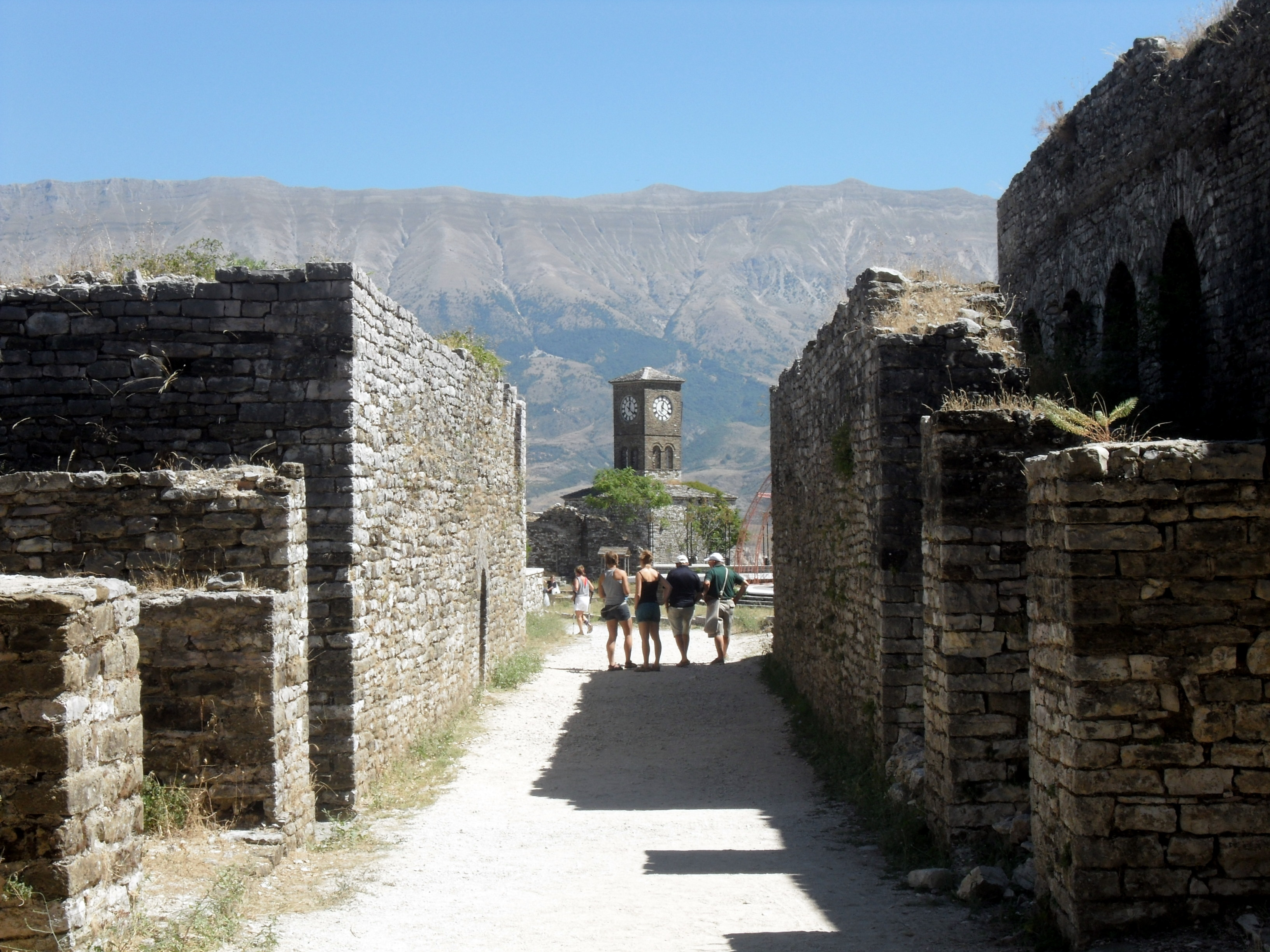
Zamek w Gjirokastrze
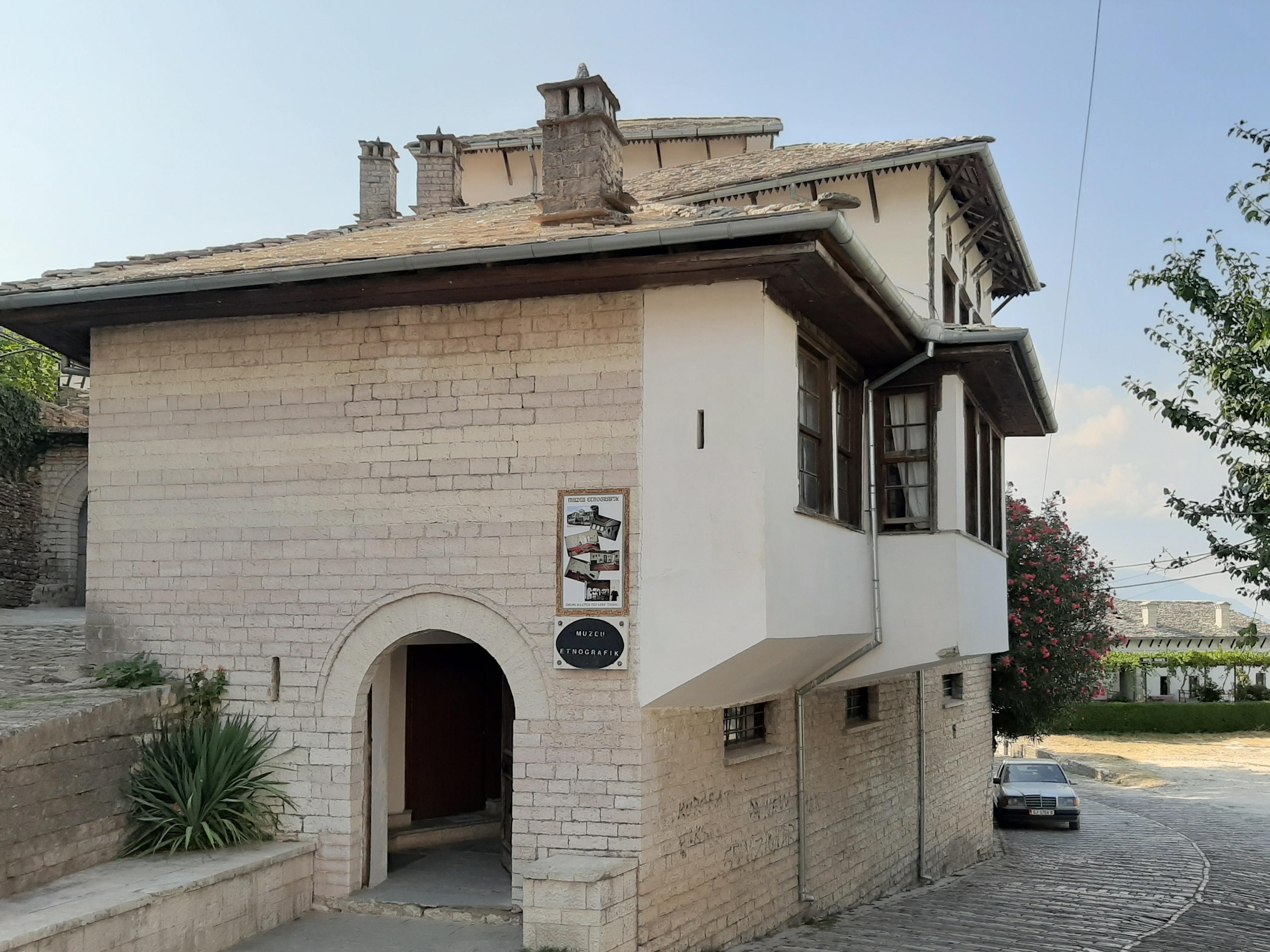
Muzeum Etnograficzne (Dom rodzinny dyktatora Envera Hodży)
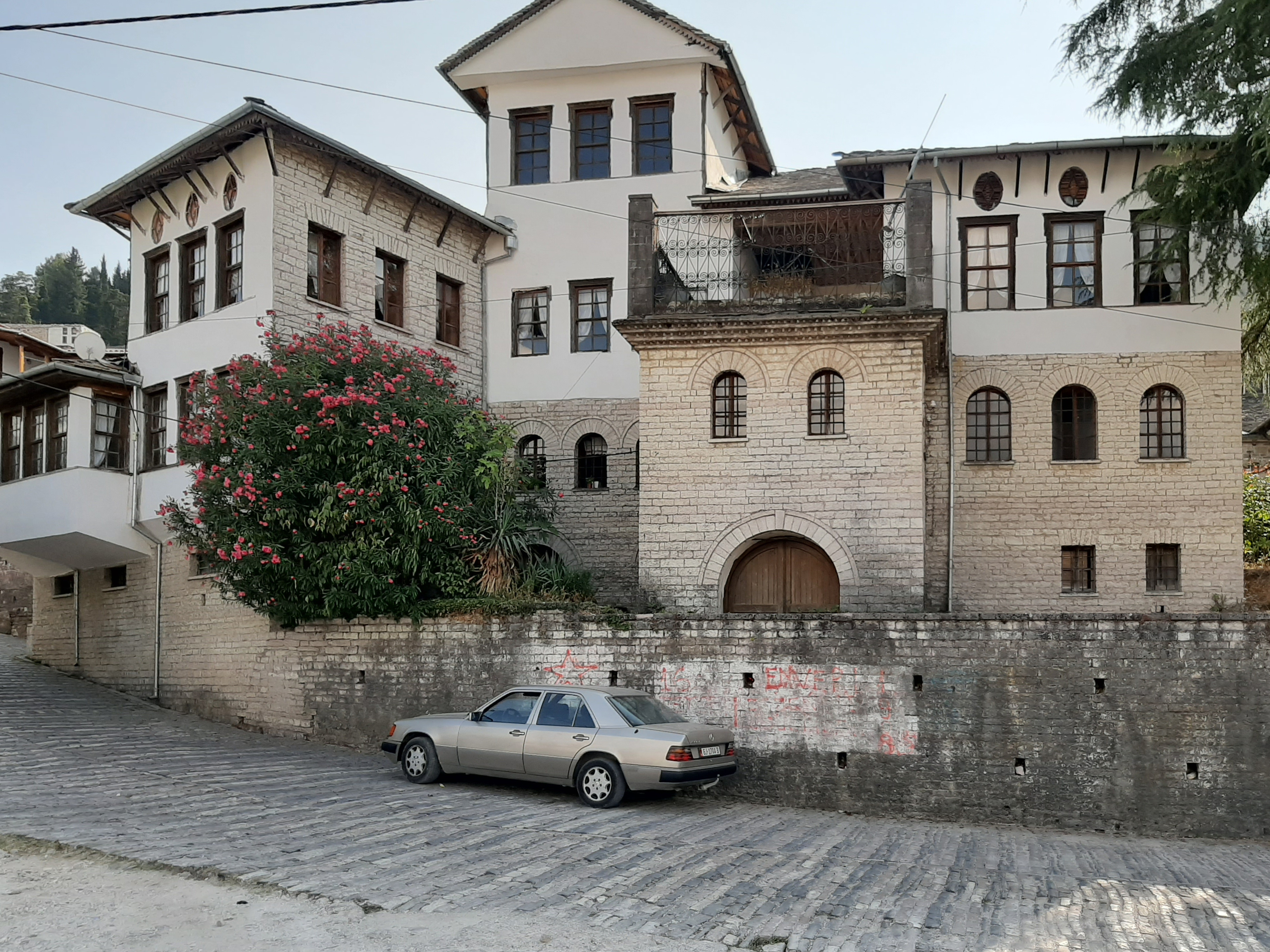
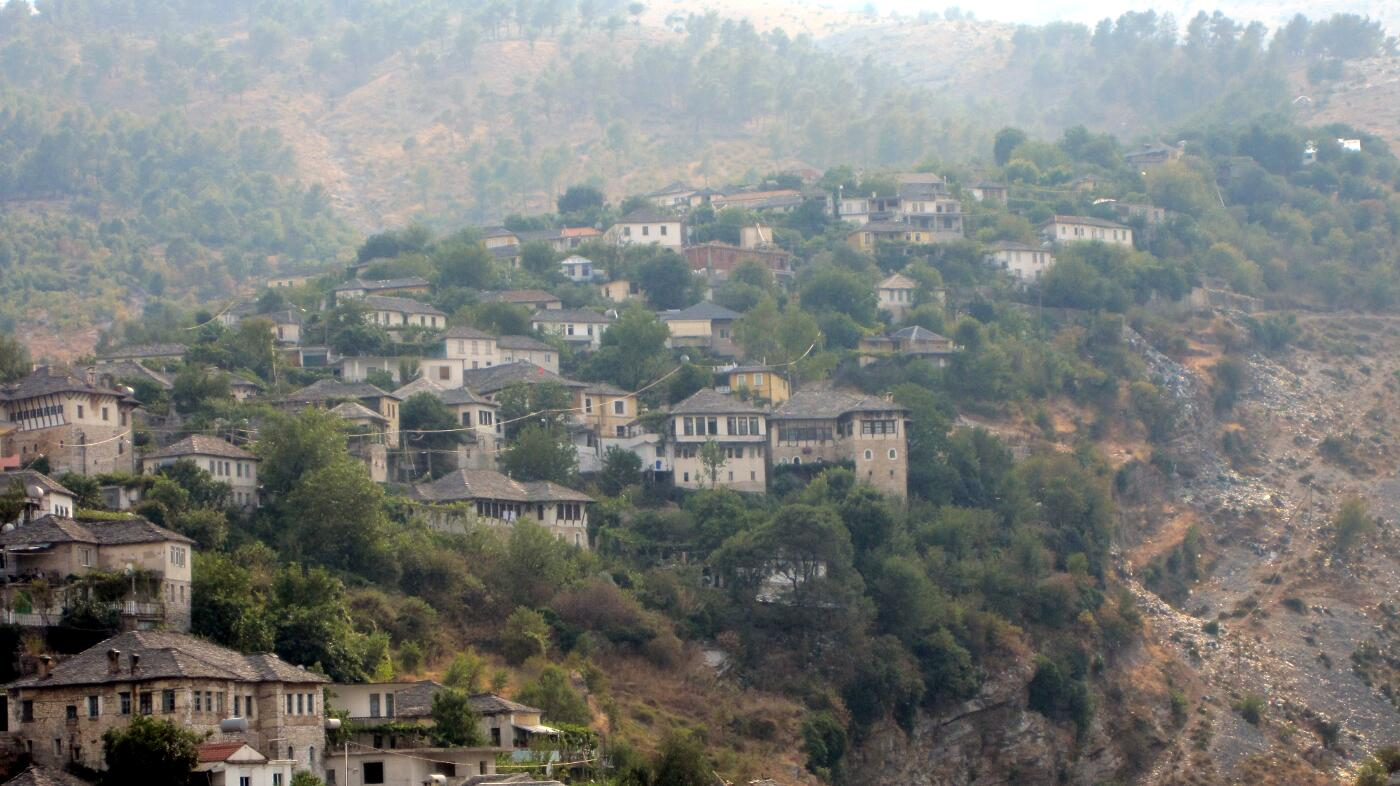
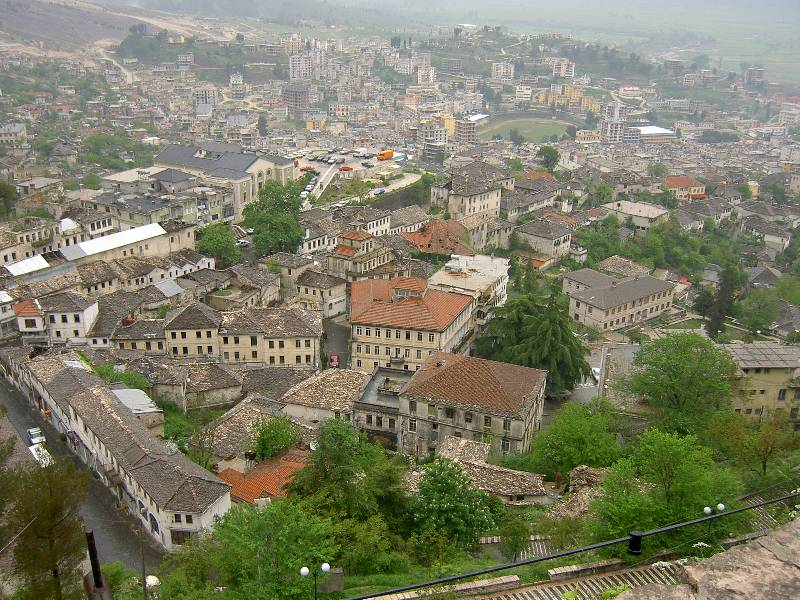
Centrum miasta
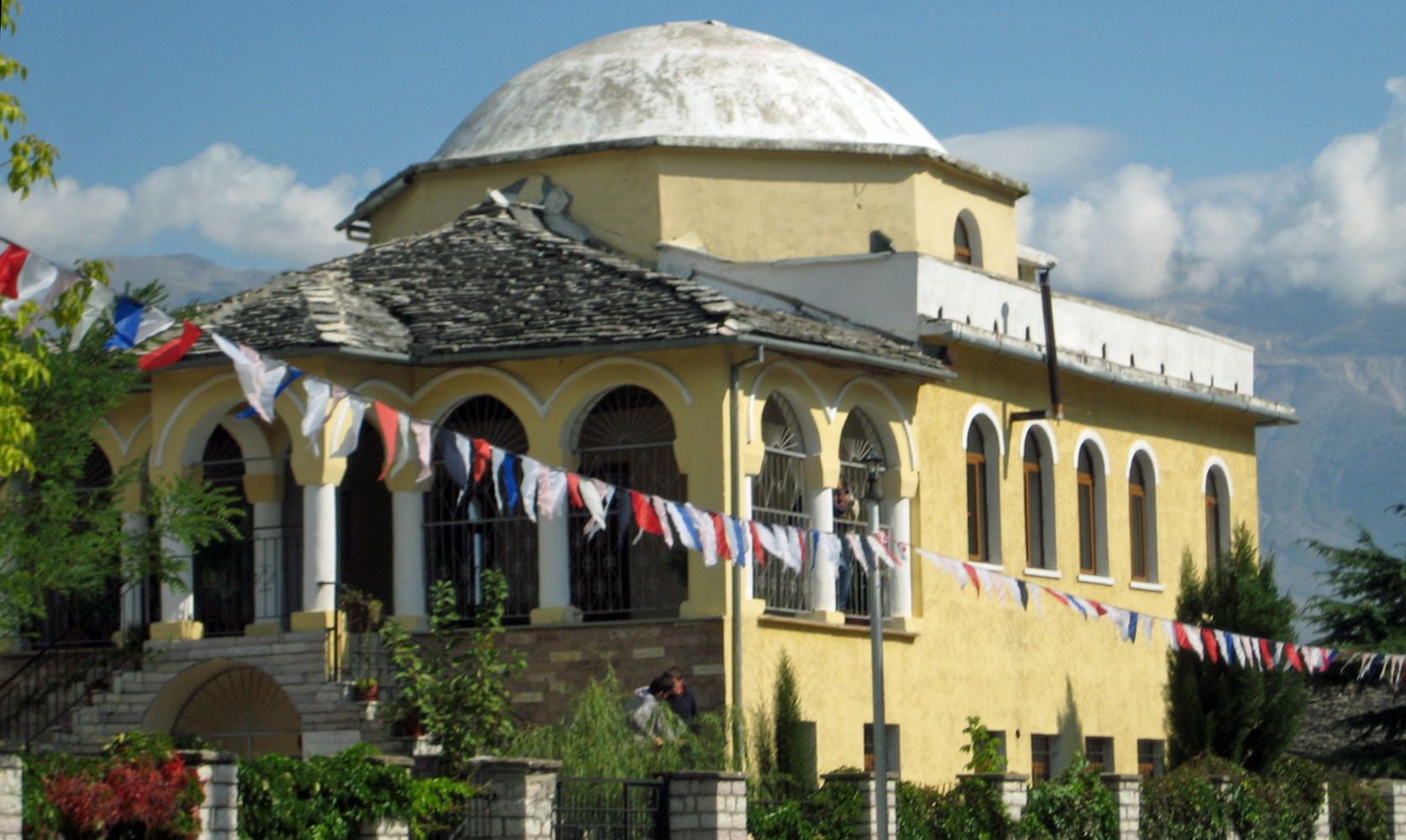
Meczet Teqe
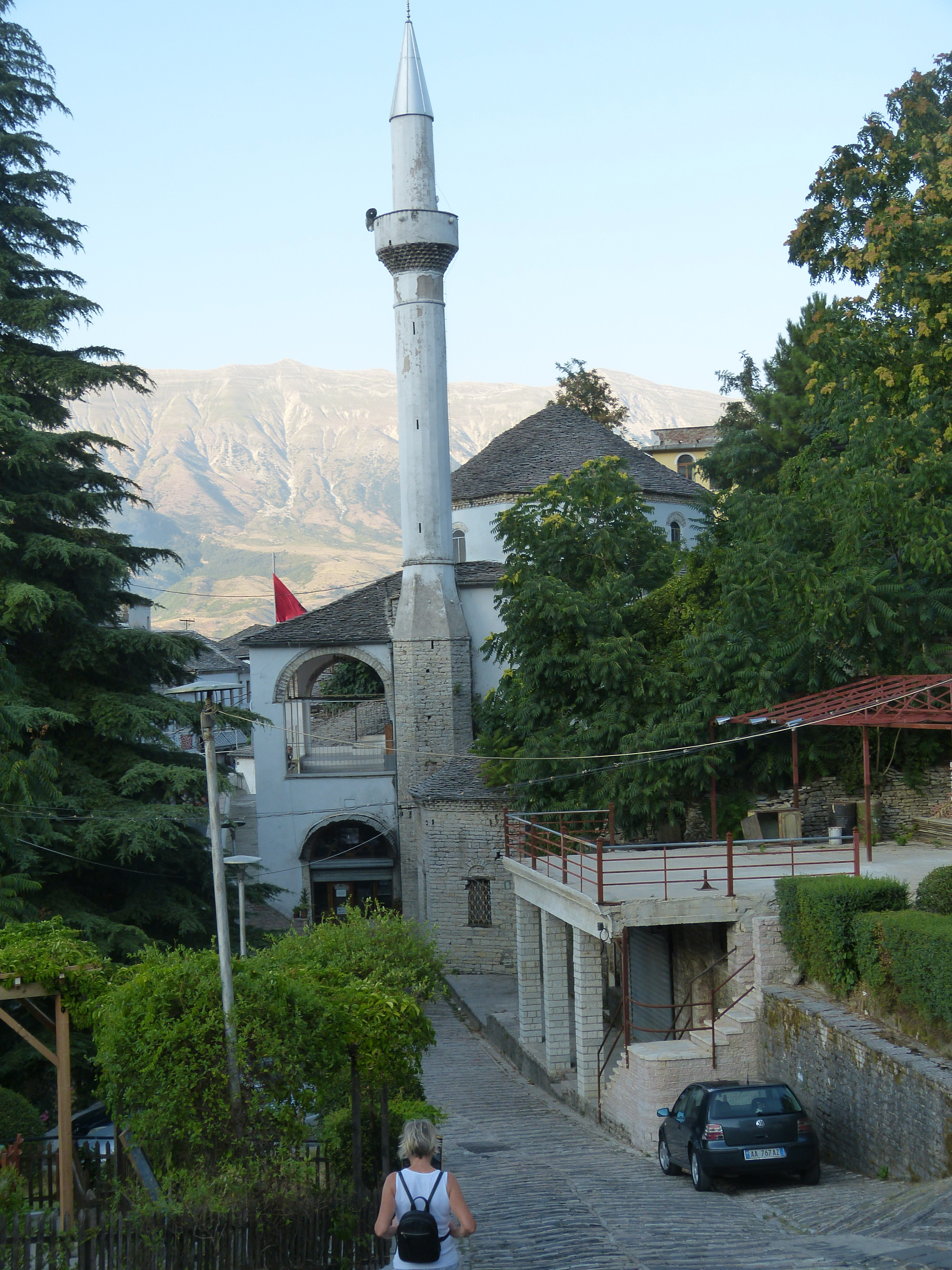
Meczet Bazarowy
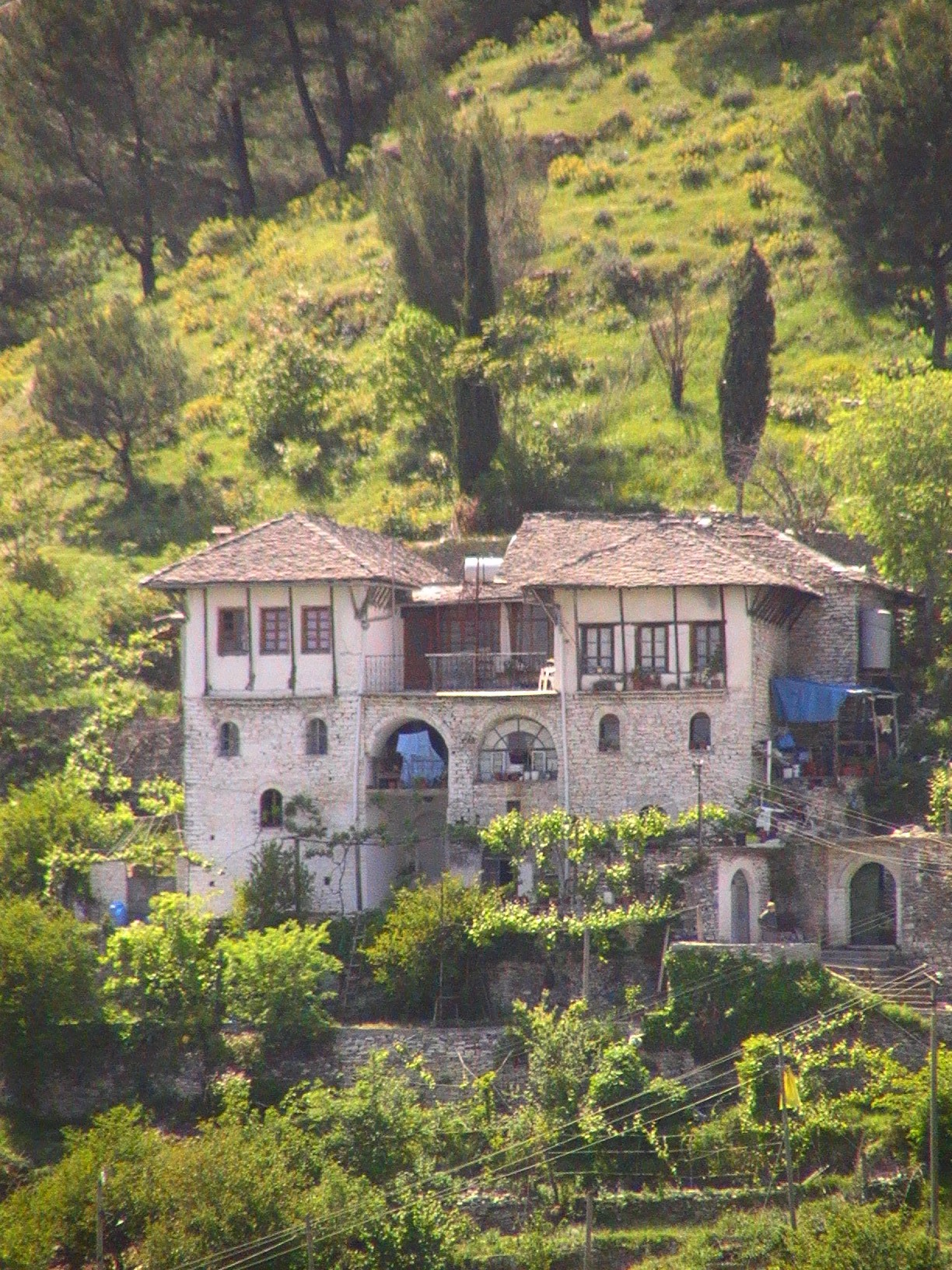
Tradycyjny dom
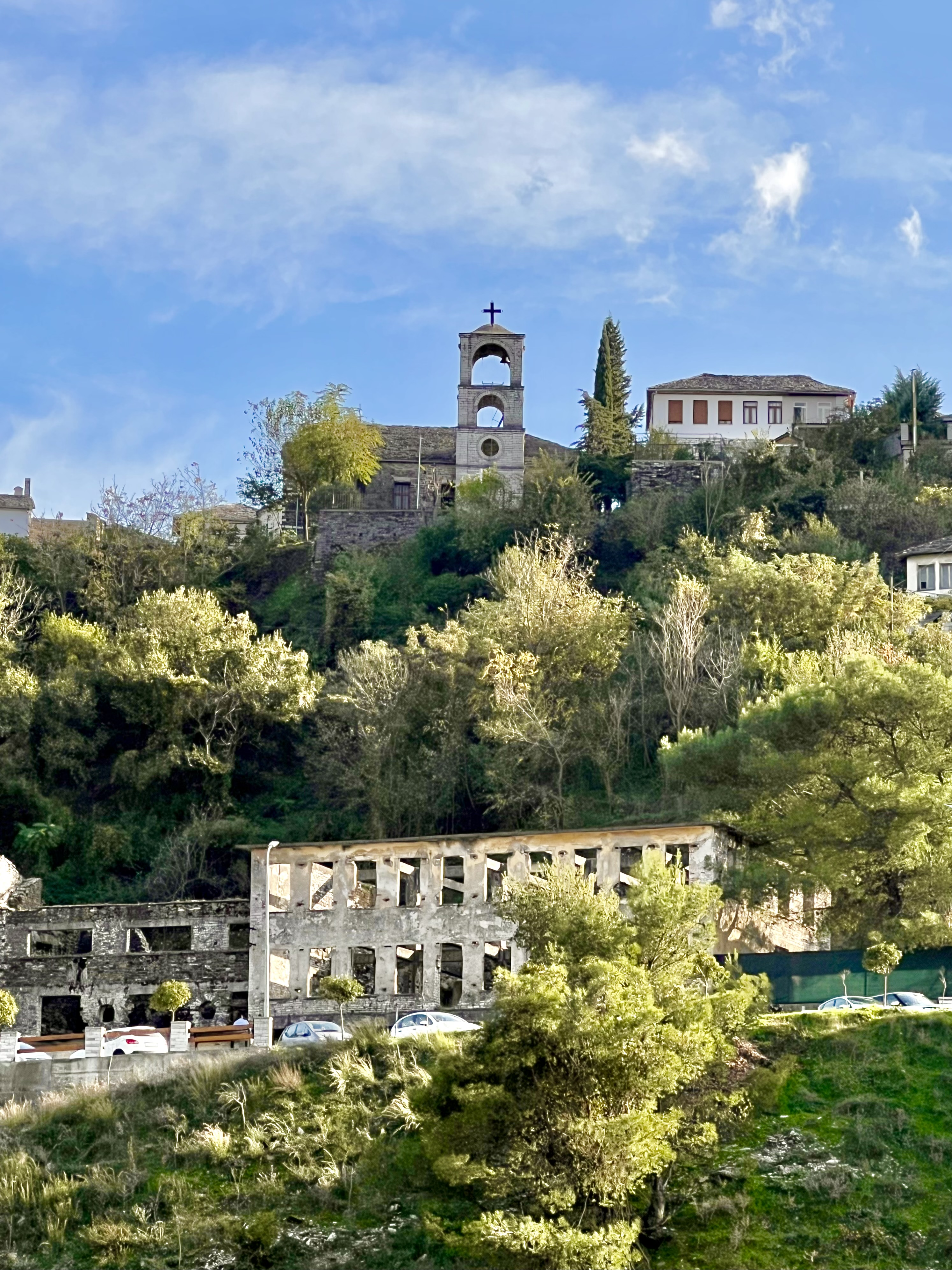
Cerkiew prawosławna
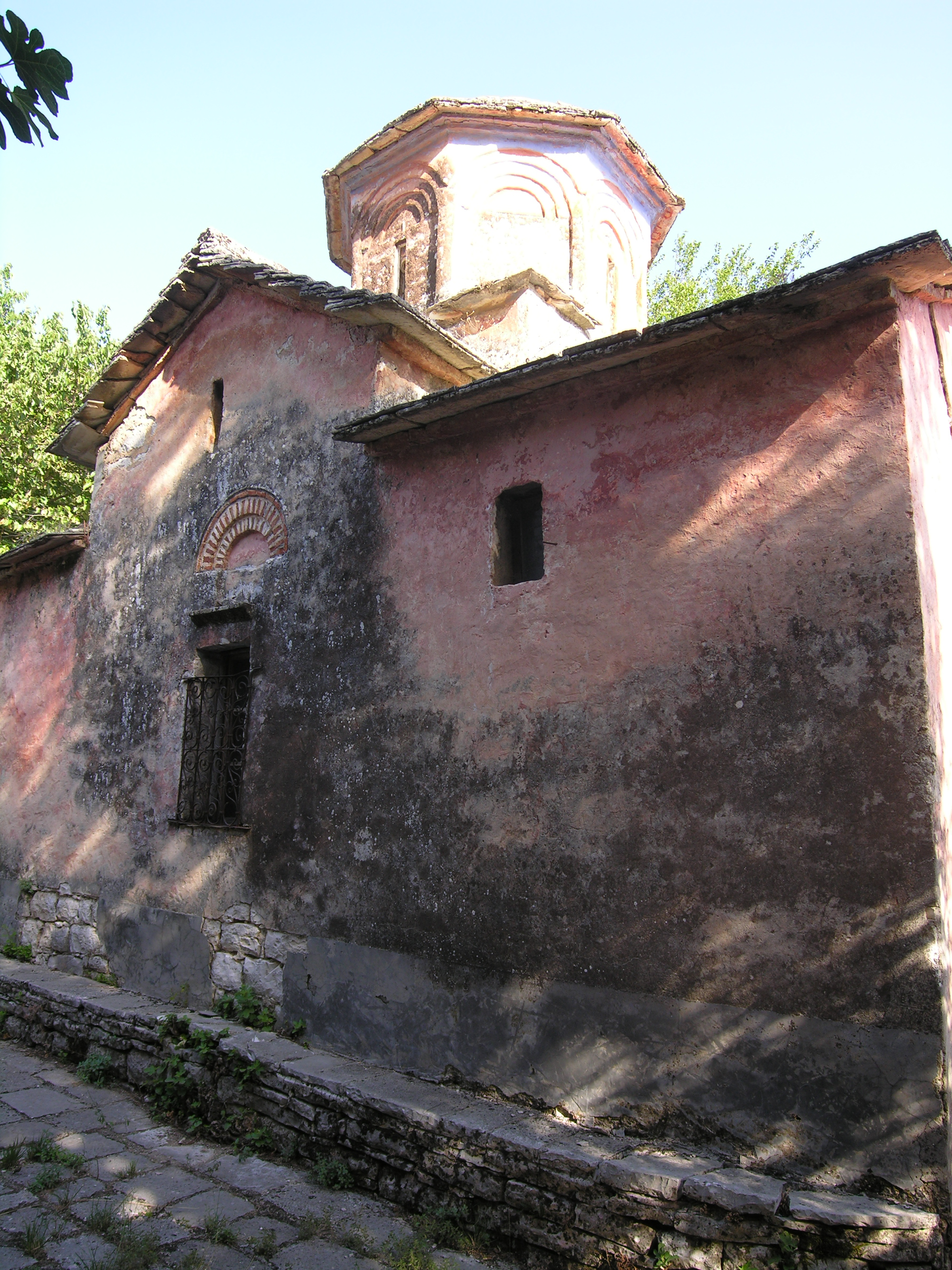
Monastyr bizantyjski